# تومي مادن
تومي مادن (بالإنجليزية: Tommy Madden)‏ هو لاعب كرة قاعدة أمريكي، ولد في 31 يوليو 1883 في فيلادلفيا في الولايات المتحدة، وتوفي بنفس المكان في 26 يوليو 1930.

## وصلات خارجية
- تومي مادن على موقعبيزبول رفرنس.كوم (الدوري الرئيسي) (الإنجليزية)
- تومي مادن على موقعبيزبول رفرنس.كوم (الدوري الثانوي) (الإنجليزية)